# Suojärvi (sjö i Finland, Nyland)
Suojärvi är en sjö i Finland. Den ligger i kommunen Mäntsälä i landskapet Nyland, i den södra delen av landet, 70 km norr om huvudstaden Helsingfors. Suojärvi ligger 85,1 meter över havet. I omgivningarna runt Suojärvi växer i huvudsak blandskog. Den är 4,55 meter djup. Arean är 1,16 kvadratkilometer och strandlinjen är 5,05 kilometer lång. Sjön  ingår i Svartsåns huvudavrinningsområde. 